# نان لاکو
نان لاکو نانی است، که از آرد برنج تهیه می‌شوند.
این نان با آرد برنج، کمی آرد گندم، مقداری آب و کمی زعفران یا زردچوبه برای زرد شدن رنگ نان تهیه می‌شود. این نان تقریباً خشک است.خاستگاه اولیه این نان از استان گیلان میباشد.

## طریقه پخت نان لاکو
- ابتدا مقداری آب در داخل دیگ ریخته، آن را روی اجاق گذاشته تا به جوش آید.
- سپس آرد برنج را در داخل سینی لبه‌دار ریخته و هر بار با ریختن یک لیوان آب و دست زدن (مالش دادن) سعی می‌کنیم تا آن را خمیر کنیم (مثل خمیر نانوایی).
- سپس خمیر را کاملاً ورز می‌دهیم تا به شکل دایره‌هایی ضخیم و نه چندان بزرگ درآمده (به ضخامت یک سانتی‌متر و به قطر ۴ تا ۵ سانتی‌متر) و آن‌ها را در داخل آب جوش قرار می‌دهیم تا کاملاً پخته شود.